# Bursa humilis
Bursa humilis is een slakkensoort uit de familie van de Bursidae. De wetenschappelijke naam van de soort is voor het eerst geldig gepubliceerd in 1981 door Beu.